# Desmia flavalis
Desmia flavalis là một loài bướm đêm trong họ Crambidae.